# Napaea eucharila
Napaea eucharila är en fjärilsart som beskrevs av Bates 1867. Napaea eucharila ingår i släktet Napaea och familjen Riodinidae. Inga underarter finns listade i Catalogue of Life.